# Dalma Iványi
Dalma Erika Iványi (Békéscsaba, 13 marzo 1976) è un'ex cestista e allenatrice di pallacanestro ungherese, professionista nella WNBA.

## Carriera
È stata selezionata dalle Utah Starzz al quarto giro del Draft WNBA 1999 (39ª scelta assoluta).
Con l'Ungheria ha disputato i Campionati mondiali del 1998 e quattro edizioni dei Campionati europei (1995, 1997, 2001, 2003).